# الحميدي الرديعان
الحميدي بن عبد العزيز بن صالح الرديعان (1863- 1951)، إمام وخطيب وقاضٍ سعودي، وهو أول إمام سعودي للمسجد النبوي في عهد الملك عبد العزيز آل سعود، وأول قاضٍ لمحافظتي العلا وحفر الباطن، وقد عُيّن إمامًا بقرار من الملك عبد العزيز عام 1925، وذلك بعد أن أقر فريق من العلماء السعوديين أن تكون الصلاة في الحرم لجماعة واحدة خلف إمام واحد، بعد أن كانت الصلاة فيه تؤدى لعدد من الجماعات وكل جماعة تتبع مقامًا مختلفًا، وعلى إثر هذا القرار تم انتخاب الحميدي للإمامة في واحد من المقامات الأربع، وهي الحنفي، الحنبلي، الشافعي، والمالكي.